# Vita Sancti Wilfrithi

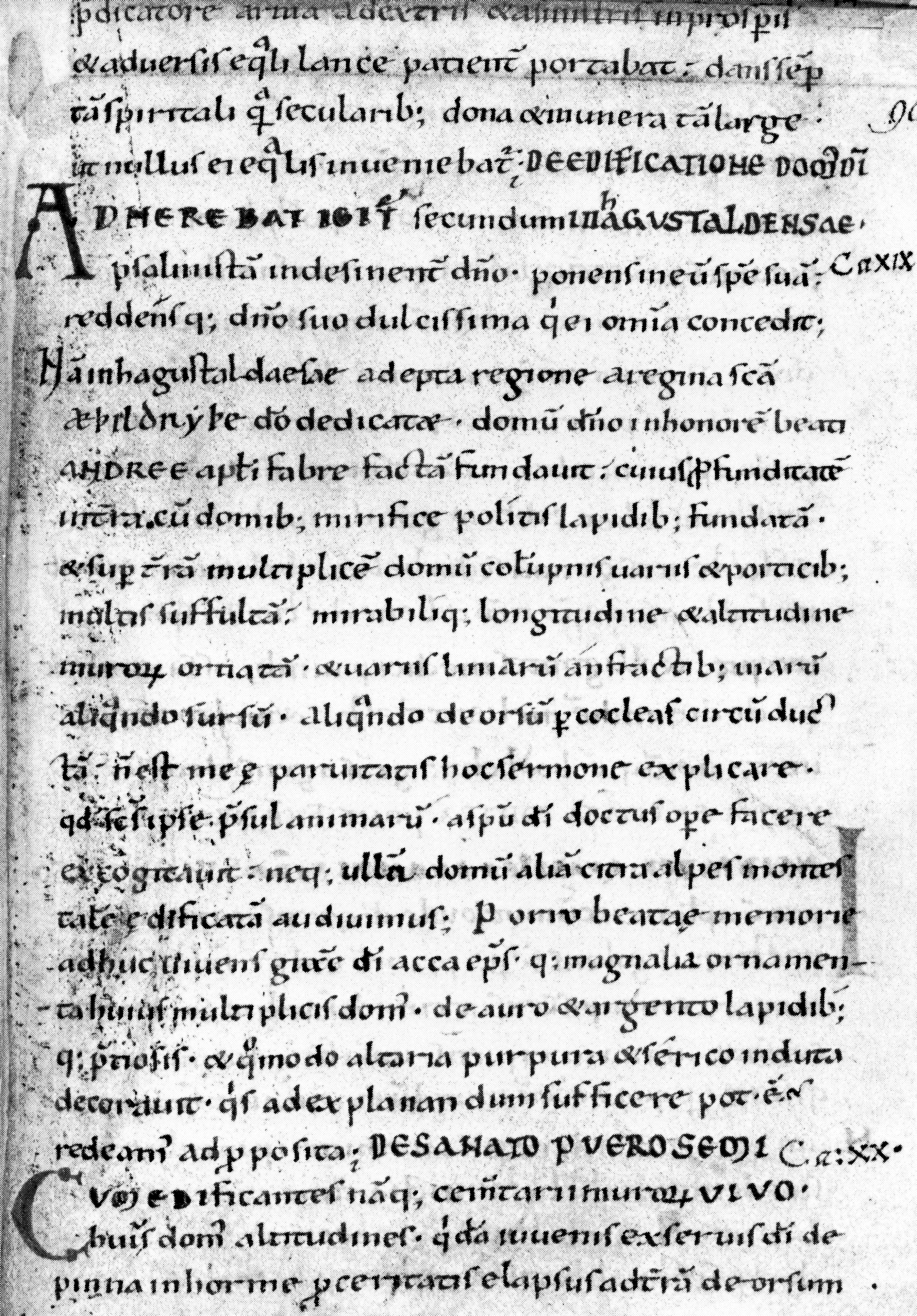
Eine Seite der Vita aus einer Abschrift des 11. Jahrhunderts, auf der die Gründung des Klosters Hexham geschildert wird

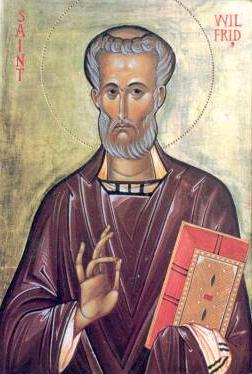
Ikone des Hl. Wilfrid von York

Die Vita Sancti Wilfrithi (auch Vita Wilfridi; dt. Das Leben des Heiligen Wilfrid) ist eine im frühen 8. Jahrhundert entstandene, mittellateinische Lebensbeschreibung des Bischofs Wilfrid von York. Ob dessen Vertrauter, der Kleriker Æddi Stephanus, ihr Autor war, ist in der Forschung umstritten.
Wie andere Heiligenviten auch schildert das Werk seinen Protagonisten in hellstem Licht, berichtet dagegen nur wenig über angeblich von ihm vollbrachte Wunder. Vielmehr befasst sie sich eingehend mit der Entwicklung der Kirche in Northumbria. Dies macht die Vita, neben der Kirchengeschichte des Beda Venerabilis und der anonymen Vita Sancti Cuthberti, zu einer Hauptquelle für die Zeit der Christianisierung Britanniens und für die Geschichte Englands während der angelsächsischen Heptarchie im späten 7. und frühen 8. Jahrhundert.

## Inhalt und Tendenz
Das Werk schildert das Leben Wilfrids von seiner Jugend, in der er sich entscheidet, Kleriker zu werden, bis zu seinem Tod im Jahr 709. Es befasst sich vor allem mit seinem Wirken in Northumbria, nur wenig dagegen mit seiner zweiten Amtszeit als Bischof von York in den Jahren 686 bis 691 oder mit seinem zeitweiligen Exil in Mercia. Vor allem geht es um Wilfrids Auseinandersetzungen mit Theodor von Tarsus, dem Erzbischof von Canterbury, und verschiedenen angelsächsischen Herrschern, um seine Reisen nach Rom, um sein Wirken auf Kirchenversammlungen wie der Synode von Whitby und um sein Sterben. In kürzeren Exkursen behandelt der Autor auch die zwei wichtigsten Klostergründungen Wilfrids, die Abteien von Ripon und Hexham.
Die Vita spricht von dem Bischof stets in den höchsten Tönen, vergleicht ihn gar mit dem Apostel Paulus und stellt ihn als energischen Verfechter der römischen Orthodoxie dar. Möglicherweise gibt sie Wilfrids eigene Anschauungen wider. Der Autor wendet sich vor allem gegen den Einfluss der iro-schottischen Kirche, insbesondere gegen das Kloster Lindisfarne und die mit ihm verbundenen englischen Abteien. Ihnen wirft er vor, eine „giftige Saat“ in der northumbrischen und englischen Kirche gesät zu haben. War die römische Kirchenordnung stärker auf die zentrale Stellung der Bischöfe ausgerichtet, so betonte die iro-schottische vor allem die Rolle der Klöster und des Mönchtums. Dass sich auf der Synode von Whitby im Jahr 664 die römische Auffassung durchsetzte, etwa auch bei der Berechnung des Osterdatums, schreibt die Vita vor allem Wilfrid zu. Der Autor, der wahrscheinlich selbst an der Kirchenversammlung teilgenommen hat, geht auch auf deren politische Hintergründe ein. In Bedas Kirchengeschichte, die sich auf die Vita Sancti Wilfrithi als Quelle stützt, sich aber auf die rein religiösen Aspekte der Synode konzentriert, spielt Wilfrid dagegen nur eine untergeordnete Rolle.

## Entstehungszeit und Autor
Eine erste Niederschrift der Vita Sancti Wilfrithi erfolgte kurz nach 709, dem Todesjahr Wilfrids im Kloster Ripon, womöglich bereits um 715. Dies soll auf den Wunsch zweier enger Vertrauter Wilfrids geschehen sein: seines Verwandten, des Abts Tatberht von Ripon, und seines Nachfolgers, des Bischofs Acca von Hexham. Eine zweite Fassung entstand etwa 20 Jahre später. Der Autor kannte die zwischen 699 und 705 entstandene anonyme Vita Sancti Cuthberti, die er so ausführlich zitiert, dass sein Werk mitunter als deren Plagiat bezeichnet wird.
Im Vorwort einer von der Wende des 11. zum 12. Jahrhunderts entstandenen Abschrift gibt sich der Autor der Vita als „Stephanus, ein Priester“ zu erkennen. Im Text selbst wird erwähnt, dass Wilfrid zwischen 666 und 669 die beiden Vorsänger Ædde und Æona aus Kent mit nach Ripon gebracht hat. Auch Beda schreibt in seiner Kirchengeschichte, dass ein gewisser „Æddi cognomento Stephanus“, also ein „Æddi, auch bekannt als Stephan“, auf Einladung Wilfrids als erster Kantor nach Northumbria gekommen sei. Dieser als Æddi Stephanus oder Stephen of Ripon bezeichnete Mann wurde daher seit dem 17. Jahrhundert als Verfasser der Vita Wilfrithi identifiziert. Die jüngere Forschung wertet aber die Übereinstimmung der Wirkungsstätte Ripon und des Namens Stephanus nicht als hinreichende Belege dafür. Zudem müsste der Verfasser im Todesjahr Wilfrids um die 60 Jahre alt gewesen sein, ein für die damalige Zeit hohes Alter, das ebenfalls gegen seine Autorenschaft spreche.

## Editionen
- Wilhelm Levison u. Bruno Krusch (Hrsg.): Vita Wilfridi I episcopi Eboracensis, in Monumenta Germaniae Historica, Scriptores rerum Merovingicarum, Bd. 6: Passiones vitaeque sanctorum aevi Merovingici,  Hannover u. Leipzig 1913, S. 163–263 (mittellateinisches Original; Digitalisat)
- Bertram Colgrave (Hrsg.): The Life of Bishop Wilfrid by Eddius Stephanus, Cambridge University Press, Cambridge 1927 (moderne englische Übersetzung)